# Moszczana (przystanek kolejowy)
Moszczana (ukr. Мощана, ros. Мощана) – przystanek kolejowy w miejscowości Moszczana, w rejonie lwowskim, w obwodzie lwowskim, na Ukrainie. Leży na linii Lwów – Rawa Ruska – Hrebenne.